# GMP (silnik)
GMP (ang. TDC – top dead centre) – „górne martwe położenie”, ,,górny martwy punkt” czyli skrajne górne położenie tłoka w cylindrze odpowiadające najmniejszej objętości przestrzeni roboczej.
W starszej literaturze czasami bywa oznaczany jako „ZZ”, czyli „zwrot zewnętrzny”.